# Косицька волость
Косицька волость — адміністративно-територіальна одиниця Берестейського повіту Гродненської губернії Російської імперії. Волосний центр — село Косичі.
На 1885 р. у волості налічувалось 27 сіл (об'єднаних у 16 громад), 395 дворів, 2 253 чоловіки і 2 248 жінок, 10 710 десятин землі (6 407 десятин орної).
За Берестейським миром, підписаним 9 лютого 1918 року територія волості ввійшла до складу Української Народної Республіки.

## У складі Польщі
Після окупації в лютому 1919 р. поляками Полісся волость назвали ґміна Косіче, входила до Берестейського повіту Поліського воєводства Польської республіки. Центром ґміни було село Косичі, далі — с. Черни.
За переписом 1921 року в 43 поселеннях ґміни налічувалось 630 будинків і 4334 мешканці (186 римокатоликів, 4117 православних, 1 греко-католик і 30 юдеїв).
1 січня 1926 р. село Вєлюнь вилучено зі ґміни Збироги Кобринського повіту і включено до ґміни Косичі Берестейського повіту.
Розпорядженням Ради Міністрів 19 березня 1928 р. зі ґміни Збироги Кобринського повіту вилучені поселення — села: Буяки, Харитони, Готовичі, Карабани, Лідими, Максими, Очки, Смоляни, Сичі, Вітошки, Волоски, Залісся, Забережжя і Збироги, фільварки: Буяки, Поплави і Смолин, селище: Смолин-Янівський та колонія: Макаси і включено їх до ґміни Косичі Берестейського повіту.
Зі ґміни вилучалась частина території та приєднувалась до Берестя 21 червня 1929 р. і 29 листопада 1933  р.
Волость (ґміна) ліквідована 15 січня 1940 року через утворення мережі районів.